# Scolecithrix obscura
Scolecithrix obscura is een eenoogkreeftjessoort uit de familie van de Scolecitrichidae. De wetenschappelijke naam van de soort is voor het eerst geldig gepubliceerd in 1913 door Esterly.